# روبرت ماكلاين
روبرت ماكلاين (بالإنجليزية: Robert McClain)‏ هو لاعب كرة قدم أمريكية أمريكي، ولد في 22 يوليو 1988 في لوسبي في الولايات المتحدة.

## وصلات خارجية
- الموقع الرسمي
- روبرت ماكلاين على موقع مرجع كرة القدم المحترفة.كوم (الإنجليزية)